# Андре Оуенс
Андре Оуенс (на английски: Andre Owens) е американски баскетболист и треньор, който има и българско гражданство.
Роден е на 31 октомври 1980 година в Индианаполис, Индиана. От 2000 година играе в университетски отболи, а от 2005 година – в професионални клубове, главно в Европа. През 2011 година получава българско гражданство.